# Ammon (miasto)
Ammon – miasto w Stanach Zjednoczonych, w stanie Idaho, w hrabstwie Bonneville.